# Zuurdijk
Zuurdijk (Gronings: Zuurdiek) is een plaats in de gemeente Het Hogeland in de Nederlandse provincie Groningen. Het dorp telde in 2023 volgens het CBS 420 inwoners. In het dorp bevinden zich een café, een sportveld en een dierenweide met speeltuintje.

## Geografie
Zuurdijk ligt in het zuiden van de oude landstreek en het voormalige eiland De Marne tussen Houwerzijl, Leens, Warfhuizen en het Reitdiep. Het dorp is naar inwonertal een van de kleinste dorpen van de gemeente, maar gemeten naar lengte een van de grootste. Eigenlijk bestaat het dorp uit drie kernen. Om ze van elkaar te onderscheiden worden ze officieus genummerd. Het meest westelijk ligt de eerste Zuurdijk. Dit is de grootste kern, waar de kerk (met de bekende meerman als windwijzer), het café en de molen De Zwaluw (8-kantige bovenkruier uit 1858) zich bevinden. Ongeveer een kilometer naar het oosten bevindt zich de tweede Zuurdijk, (1e Nijhoezen) een verzameling karakteristieke Groninger arbeidershuisjes. De derde Zuurdijk (2e Nijhoezen), weer wat oostelijker, bestaat uit wederom een verzameling arbeidershuisjes en enkele grotere boerderijen. Onder Zuurdijk valt ook het westelijker gelegen gehucht de Ewer.
De oostgrens van het postcodegebied (kerspel) met Warfhuizen wordt gevormd door de Tjilpstertocht. De vroegere zuidgrens van het kerspel was de oude loop van het Reitdiep; de Swalve (of Zwalve). Deze werd echter in 1623 afgedamd omdat deze de noordelijke dijk van het zuidelijker gelegen kerspel Oldehove bedreigde. Hierbij werd De Kampen, een stuk buitendijks gebied van Zuurdijk overgeheveld naar Oldehove. Het buitendijkse gebied van het Reitdiep is in de loop der eeuwen ingepolderd. In 1919 kwam de zuidgrens te liggen bij Electra. De Swalve is tevens de naam van een tochtsloot die ten oosten van Zuurdijk naar het noorden voert via Douwen naar het Hunsingokanaal (vroeger verder via Verhildersum naar het Hornhuistermaar) en tegenwoordig bekendstaat als de Zwaluwtocht. De Zwaluw is tevens de naam van de Zuurdijkster molen.
Het dorp heeft altijd vrij geïsoleerd gelegen. De enige wegverbindingen bestonden uit stenen kerkpaden en in de droge perioden uit zand- en kleiwegen. Tot halverwege de 19e eeuw deden de Zuurdijksterboeren hun paarden in de winter dan ook uit de belasting, omdat ze dan toch niet gebruikt konden worden voor het vervoer. In 1862 werd de weg door het dorp op initiatief van boer Roelf Eijes Torringa uiteindelijk verhard tot een grindweg, waarbij Torringa ervoor zorgde dat de weg werd omgelegd langs zijn Hayemaheerd. In de 20e eeuw werd deze weg verhard tot een asfaltweg.

## Geschiedenis
Over de geschiedenis van Zuurdijk is veel bekend geworden door de werken van broers en landbouwers Geuchien Zijlma (Zuurdijk en eenige zijner meest opmerkelijke boeren, nooit uitgegeven, later herdrukt) en Jan Zijlma (De Marne, een geschiedkundige beschrijving, 1884) en door het werk van meester en mede-oprichter van de Historische kring de Marne Jan Stoffel van Weerden (Zuurdiek mien Dorpke, 1966). Zij liggen alle drie ook begraven op het kerkhof van Zuurdijk.

### Vroege geschiedenis
Zuurdijk is waarschijnlijk in de 12e eeuw ontstaan aan de landzijde van een van de dijkjes die in de 13e eeuw samen werden gevoegd in de oudste dijk die De Marne aan zuidzijde moest beveiligen tegen de Hunze, het latere Reitdiep. Deze 'zuiderdijk' (Suterdicke in een oorkonde uit 1287) of Oude Dijk liep min of meer in rechte lijn over een oude kwelderrug van Barnegaten via Zuurdijk naar Midhalm (Midhallum) en volgde daarbij een rij van oude wierden, waarvan een aantal nog steeds zichtbaar zijn. Mogelijk was dit vroeger een veendijk, die waarschijnlijk niet veel hoger dan 2 meter zal zijn geweest. De naam Zuurdijk is een verbastering van de naam van de dijk. De eerste vermelding over deze Zuurdijk is in de kroniek van Bloemhof bij de Sint-Luciavloed van 1287, waarbij deze Suterdicke werd vernield. Blijkbaar vielen hierbij veel slachtoffers, want men wist de dijk niet afdoende te repareren om te voorkomen dat de dijk in 1290 opnieuw doorbrak bij de Simon en Judasvloed. Eerder was in de eerste helft van de 13e eeuw de Kerk van Zuurdijk gebouwd, die behouden bleef bij beide vloeden. Ten oosten van Zuurdijk lag mogelijk het steenhuis of mottekasteel Rondenbörg, die op basis van tufstenen resten gedateerd is op de 12e eeuw. Voor 1347 werd een nieuwe Reitdiepsdijk ten zuiden van de Zuurdijk gelegd; vanaf Barnegaten via Houwerzijl en De Hoogte naar Zoutkamp en daarmee ruim 1000 hectare land bedijkte. Hierdoor werd ook aan zuidzijde van het huidige dorp een groot landbouwgebied gecreëerd en werd het dorpje beter beschermd tegen overstromingen.
Omstreeks 1475 was sprake van twee kerkdorpen - Asterdyck (oosterdijk) en Westerdick (westerdijk). Een ervan wordt aangenomen te zijn verdwenen omstreeks die tijd, de andere zou het huidige Zuurdijk zijn geworden. Van Asterdyk wordt aangenomen dat het lag bij boerderij Rondenburg in 1e Nijhoezen en Westerdick bij Ewer. Beide locaties wijken echter af van de huidige kern van het dorp, waar de kerk reeds voor die tijd stond. Het dorp werd in 1582 na de Slag om Zoutkamp net als Warfhuizen door de Friese troepen van Willem Lodewijk van Nassau in brand gestoken, net als vele andere dorpen in het Marnegebied geplunderd en tevens schatplichtig gemaakt. Na de reductie van Groningen bleef het dorp van verdere oorlogshandelingen gespaard.

### Inpolderingen
Zuurdijk ligt in een gebied waar in de loop der eeuwen veel grond werd ingepolderd. In 1623 verloren de Zuurdijksters veel buitendijkse gebieden toen de Swalvebocht van het Reitdiep werd afgedamd en De Kampen bij Oldehove kwam. In latere eeuwen werd het gebied van Zuurdijk aan zuidzijde echter fors uitgebreid. Waarschijnlijk vóór 1682 werden het 'Hooge Slijck' (later hernoemd tot Oude Zuurdijkster Uiterdijkspolder (354 hectare), die ook bekendstaat als de 'Oude Zuurdijkster Polder' of de 'Zuurdijkster en Houwerzijlsterpolder') en de Hoogsterpolder van kadijken voorzien. In deze polder verrezen achter de dijk boerderijen als Castor, Pollux, Doornbosheerd en Stoepemaheerd. De belangrijkste landeigenaar in het gebied in de eerste helft van de 18e eeuw was de ondernemende Zandeweerster jonker Onno Tamminga van Alberda van Nijenstein, die na de Kerstvloed van 1717 min of meer gedwongen was om zijn landerijen zelf te gaan exploiteren omdat de pachters de huur niet meer op konden brengen. In 1718 werd de nieuwe Middeldijk aangelegd, waardoor het dorp voortaan tegen overstromingen werd beschermd. Onno wist zijn bezit rond Zuurdijk vervolgens flink uit te breiden en was tussen 1726 en 1729 verantwoordelijk voor de definitieve inpoldering van de Oude Zuurdijkster Uiterdijkspolder en de Hoogsterpolder door de aanleg van de Uiterdijk, die ten zuiden van de oude Reitdiepsdijk gelegen is. In 1766 werd de Nieuwe Zuurdijkster Uiterdijkspolder (of Nieuwe Zuurdijkster Uiterdijk of Nieuwe Zuurdijkster Polder) ingepolderd. In 1776 kocht Marten Aedsges Teenstra de boerderij van Onno Tamminga (met zijn laatste landerijen onder Zuurdijk) en hernoemde deze tot Castor. Samen met zijn zoons was hij verantwoordelijk voor veel inpolderingen. Bij Zuurdijk was hij in 1805 verantwoordelijk voor het leggen van een nieuwe dijk rond de Hoogsterpolder en de Nieuwe Zuurdijkster Uiterdijkspolder, die vervolgens de naam Vliedorpster en Zuurdijksterpolder (of Nieuwe Zuurdijkster en Hooge Uiterdijkspolder) kreeg. In 1819 werd de bestaande Torringapolder (of Stoepemapolder) vergroot tot ongeveer 43 hectare. De zuidelijke dijk van deze polders, de Kadijk geheten, ligt pal tegen die van het Reitdiep aan als derde dijk ten zuiden van de Zuurdijk. De dijken weerstonden echter niet elke vloed: In 1776 brak de dijk van de Oude Zuurdijkster Uiterdijkspolder door en in 1806 en 1825 die van de Nieuwe Zuurdijkster Uiterdijkspolder. Deze overstromingen hadden jarenlange invloed door de verzilting van de grond door het zeewater. In 1876 werd echter de Provinciale dijk voltooid en was het uit met de invloed van de zee. Daarop werden bij het Reitdiep nog de Zuurdijkster Uiterdijkspolder (later Noorder Reitdiepspolder) en de Doornbospolder aangelegd.

### De Boerenrepubliek
Het gevolg van al deze inpolderingen was dat de grondeigenaren steeds rijker werden. Met name vanaf de 18e eeuw, toen de invloed van de Groningse adel steeds verder taande kregen de landbouwers rond het dorp steeds meer invloed. In de 18e eeuw was de belangrijkste landeigenaar in het gebied nog de ondernemende Zandeweerster jonker Onno Tamminga van Alberda van Nijenstein geweest. Na zijn dood in 1743 verhuurden zijn erven het land echter weer en verloor de familie als zodanig haar invloed op het maatschappelijke leven in het dorp. De familie van Starkenborgh Stachouwer bezat tot 1795 het collatierecht, redgerrecht (jurisdictie) en jachtrecht in Zuurdijk, maar had verder nauwelijks grond rondom het dorp en daarmee met name na 1795 ook niet veel invloed meer. Vanaf de jaren 1760 kwam een nieuwe macht op: De herenboeren van Zuurdijk. De geschiedenis van Zuurdijk laat goed zien hoe de boeren uit de kleistreek door de groei van de welvaart steeds meer invloed kregen op het economische en maatschappelijke leven, waarbij ze de plek innamen van de jonkers.
In 1714 en tussen 1744 en 1750 heersten twee verwoestende veepestepidemieën onder de boeren en aangezien het inzaaien van graan veel goedkoper was dan het aanschaffen van nieuw vee gingen veel boeren over op akkerbouw. De wereldhandel groeide en na 1790 stegen de prijzen van landbouwproducten voortdurend. Ook in België, Duitsland en Engeland was er een toenemende vraag naar de Groninger landbouwproducten. Dit was het begin van de zogenoemde champagnejaren. Tussen 1818 en ongeveer 1835 was er kortstondige crisis in de landbouw, maar daarna nam de vraag alleen nog maar verder toe. Toen de Krimoorlog de graanaanvoer uit het Keizerrijk Rusland decimeerde, nam de vraag nog verder toe en steeg de graanprijs dientengevolge tot aan de Grote Depressie vanaf 1873. Later in de 19e eeuw streefden de boeren in Oost-Groningen de Zuurdijkster boeren voorbij. In Zuurdijk concentreerde de macht zich bij een klein aantal boerengezinnen die door onderlinge huwelijken, erfenissen en de aankoop van boerderijen, huizen en beklemmingen economisch en maatschappelijk gezien steeds machtiger werden. Deze concentratie van de macht van deze kleiboeren wordt ook wel aangeduid als de 'boerenrepubliek'; tussen de tweede helft van de 18e eeuw en het begin van de 20e eeuw hadden deze boerenfamilies een grote invloed op het maatschappelijk leven in het dorp. Mogelijk was Zuurdijk begin 19e eeuw zelfs het rijkste kerspel van Nederland gezien het feit dat hier toen 7 boeren woonden wiens vermogen elk op meer dan 100.000 gulden werd geschat.
De belangrijkste boeren in het dorp vanaf 1760 waren achtereenvolgens:
- tot 1780: Eye Roelfs (1738-1790) van de Hayemaheerd bij de Ewer. Hij overleed in 1790 per ongeluk door het drinken van rattenkruid (Kruisbladige wolfsmelk).[bron?]
- rond 1780: Hindrik Hindriks van Ulms de Jonge (1740-1808) van de Doornbosheerd. Volgens Geuchien Zijlma stond hij bekend om zijn ruwe uitvallen en onbeheerst optreden. Hij had weinig respect voor douairière van Starkenborgh Stachouwer, die hij nadat ze van de kansel had laten afroepen dat er niet in haar jurisdictie mocht worden gestroopt en er geen veren van haar pauwen mochten worden geraapt, zou hebben toegeroepen "Jaagt toch dat oude wijf met al haar onheil voort". Hij wenste niet in de kerk te worden begraven omdat hij 'hom nait deur Zuurdiekster boeren op kòp spijen loaten' wilde. De families Van Ulms en Van Kammen waren in de tweede helft van de 18e eeuw de belangrijkste van Zuurdijk.
- rond 1800: Roelf Eyes (1769-1809) van de Hayemaheerd. Verwierf Nieuw Ewer. Stond volgens Geuchien Zijlma bekend als een dronkaard en een liefhebber van paardensport. In 1808 won hij met zijn paarden een door koning Lodewijk Napoleon uitgeloofde gouden doos die bezet was met briljanten. Zijn vrouw Everdina Kornelis Oudeman (1765-1834) werd ondanks het in 1826 om hygiënische redenen ingestelde verbod op het begraven in de kerk in 1834 toch (als laatste inwoner van Zuurdijk) begraven onder een grafzerk naast haar overleden man in de kerk van Zuurdijk.
- in 1813: Dat jaar was Jan Jacobs Bos van boerderij Rondenburg de hoogst aangeslagene voor de belastingen.
- na 1820: De familie Torringa. Roelf Eijes Torringa (1824-1885) was hiervan de belangrijkste. Hij bezat Hayemaheerd en Nieuw Ewer en verwierf verder door nalatenschap boerderij Freeburg en land op de kwelder van Beusum. Hij weigerde lid te worden van Provinciale Staten en was verantwoordelijk voor de aanleg van de grindweg door het dorp (langs zijn Hayemaheerd).

### Middenstand en arbeiders
In 1795 telde het kerspel Zuurdijk 174 inwoners. Rond 1810 was dit opgelopen tot 200. De bevolking bestond toen voornamelijk uit landbouwers met hun gezinnen en hun inwonend personeel. De middenstand bestond toen slechts uit een tapper die tevens dagloner was, een kleine boer die vis verkocht en de schoolmeester, die schoolbenodigdheden verkocht en ook drank tapte. Boerenarbeiders woonden er nauwelijks in het dorp. Zij kwamen uit dorpen als Houwerzijl, Warfhuizen of Wehe of ze woonden in arbeidershuisjes bij de boerderij zelf. De vestiging van arbeiders in het dorp werd tegengehouden door de boeren die vreesden dat er te veel minder bedeelden in het dorp zouden komen, waardoor er meer geld naar het armenhuis bij de kerk moest.

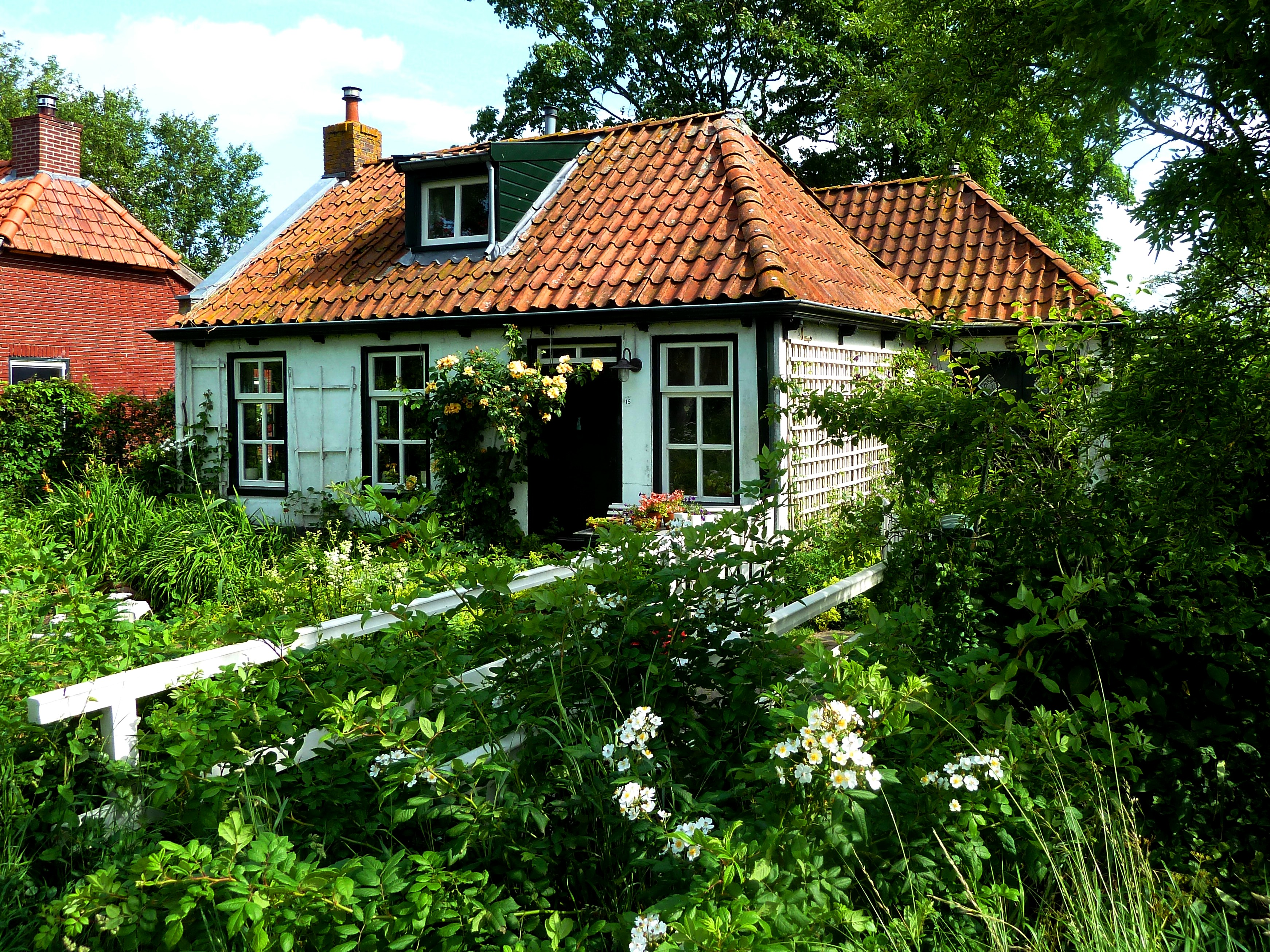
Typisch arbeidershuisje met werkplaats in 2e Nijhoezen

De toegenomen akkerbouw en intensivering van de resterende veeteeltgrond om de bodemvruchtbaarheid in stand te kunnen houden zorgden er echter voor dat er steeds meer arbeiders benodigd waren om het werk aan te kunnen. Daarnaast speelde mee dat arbeiders uit andere dorpen voor dag en douw moesten opstaan en over vochtige kleiwegen naar het werk moesten, waardoor ze op latere leeftijd krom gingen lopen en vaak last kregen van stijfheid of reumatiek. Daarnaast had het dorp ook behoefte aan meer middenstand: De akkerbouw had bijvoorbeeld smeden nodig voor het onderhoud aan de machines. In 1818 haalde boer Jan Vork van Pollux boer Jan Jacobs Bos van boerderij Bosheuvel over om een stuk grond te verkopen waar zich vervolgens een smid en een kuiper konden vestigen. In 1829 bestond de middenstand uit een broodbakker, smid, koopman, timmerman-kuiper, blauwverver en een schoenmaker. De herberg in het dorp werd bestierd door de koster/schoolmeester. Er woonden toen ook al enkele arbeiders, maar hun vestiging in het dorp werd nog steeds tegengegaan doordat machtige boeren hen niet in hun dorp wilden. Later vestigde zich nog een tweede smid in het dorp en in 1831 werd er ook een kleine op de grond draaiende roggemolen gebouwd in het dorp. Deze molen brandde echter al in 1858 weer af, waarna hetzelfde jaar een grotere koren- en pelmolen werd gebouwd op een molenbelt. Breed had de middenstand het niet: Toen een van beide smeden wilde uitbreiden, moesten de boeren financieel bijspringen. Tot in de jaren 1840 werd de vestiging van arbeiders zo veel mogelijk tegengegaan onder leiding van Hendrikus Warrendorp Torringa, die vreesde dat de kerkelijke gemeente anders te maken zou krijgen met een toenemend aantal behoeftigen. In 1847 overleed hij echter en boer Enne Jans Huizing van Huizingaheem wilde in 1850 wel een stuk grond beschikbaar stellen waar de arbeiders konden wonen, zij het nog steeds buiten het dorp, in de "Nieuwe Huizen". 1e Nijhoezen verrees op enkele honderden meters afstand van de kern van Zuurdijk. Rond 1870 werd nog weer enkele honderden meters verderop de buurtschap 2e Nijhoezen gevestigd, waar arbeiders zich ook mochten vestigen. In dezelfde periode werden ook een vijftal arbeiderswoningen gebouwd op de wierde van Ewer.
De arbeiders kenden echter veel armoede en er was een grote tegenstelling tussen de rijke boeren en de arme arbeiders. De boeren waren vrijzinnig en lieten dus ook vooral vrijzinnige predikanten (met een korte preek) overkomen naar Zuurdijk. Onder arbeiders was er juist veel sympathie voor de Afscheiding van 1834. In 1835 werd de toenmalige predikant Jodokus Henricus Warmolts die een jaar eerder naar Wehe-Zuurdijk was gekomen door de arbeiders Jan Lap en M. Niewold toegeroepen "Wolf, kom af!". Vervolgens nam Lap het woord en ging zelf de dienst voor, hetgeen hem drie maanden gevangenisstraf opleverde. Omdat Warmolts hetzelfde jaar nog overleed vermoedde de bevolking dat hij de schok nooit te boven kwam. Een jaar later werd Theodorus Fredericus Uilkens predikant. Onder zijn leiding was er koffie en borrel na de dienst voor kerkvoogden, kerkenraad en predikant. Nadat de boeren echter aan de zwier waren gegaan op oudejaarsavond werd de borrel verboden door de echtgenotes onder de noemer "dit nooit meer". De arbeiders verlieten ondertussen de kerk massaal voor de gereformeerde kerk.
Om een beter leven te krijgen waren er ook veel arbeiders bij de landverhuizingen van de (latere) Nederlandse Amerikanen naar plaatsen als Chicago, Fulton, Grand Rapids, Kalamazoo en Plainfield. Deze landverhuizingen waren overigens begonnen met landbouwer Klaas Jans Beuk(e)ma, die in 1835 van Castor vertrok naar Amerika  en toen voor gek werd verklaard. Hij bracht echter goede verhalen en nieuwe landbouwwerktuigen mee terug (dorsmachine voor Groot Zeewijk in de Noordpolder), wat meer boeren maar vooral ook veel Afgescheiden arbeiders ertoe bewoog om er een nieuw leven te zoeken. Beuk(e)ma zelf liet tijdens een bezoek in 1846-47 een gedenksteen plaatsen in de kerk ter ere van zijn in 1823 overleden echtgenote Aafke W. Smith en wellicht ook ter ere van hemzelf. De trek naar de Verenigde Staten had een hoogtepunt in de jaren 1880 tot 1897, toen de crisis in de landbouw zich deed gelden.

### 20e eeuw

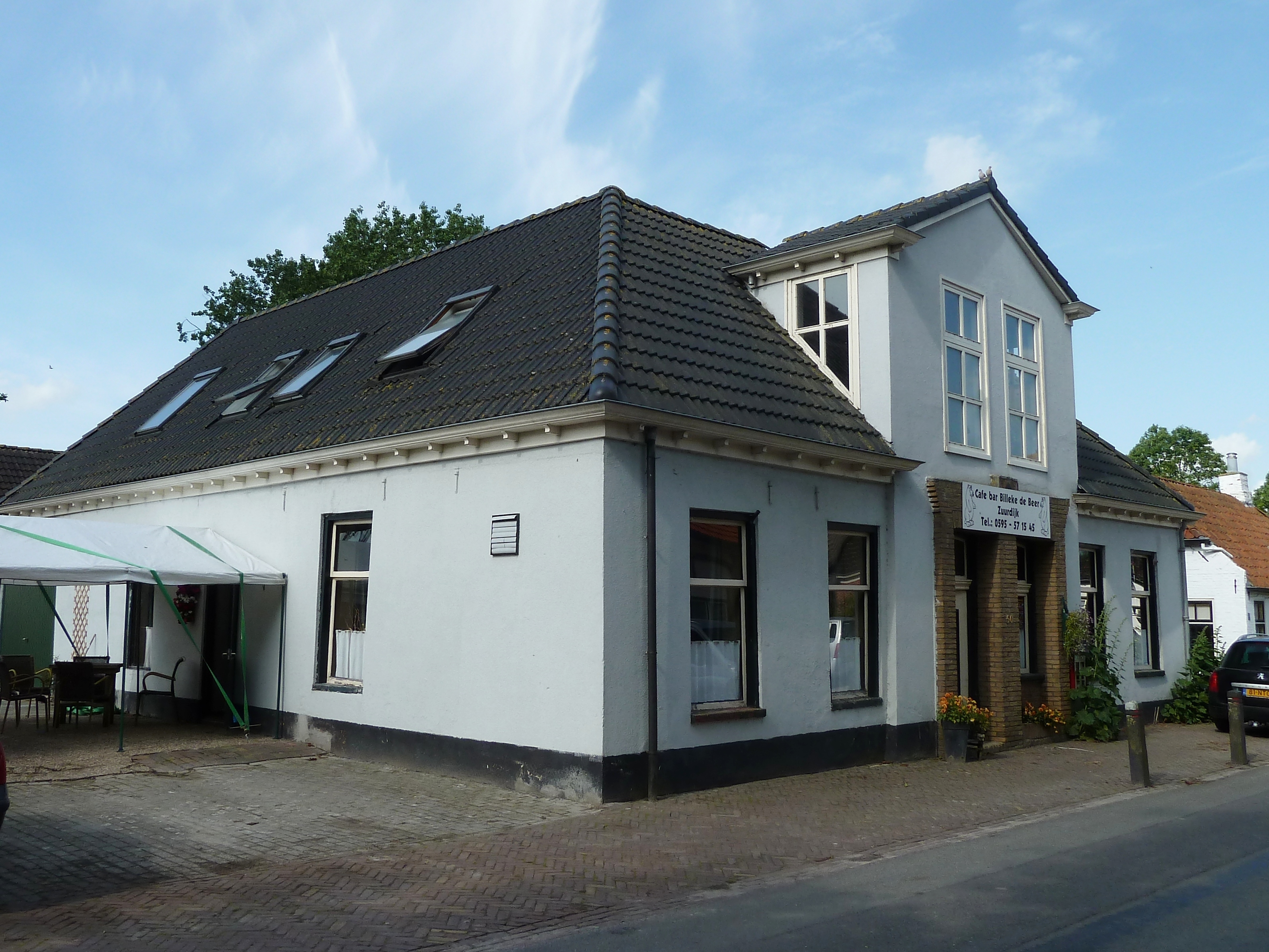
Café van Zuurdijk

Begin 20e eeuw bestond de dorpskom van Zuurdijk uit de kerk, de kosterij-dorpsschool, het armenhuis, de molen, enkele huizen met wat middenstand en de boerderijen Dijkstede, Heuvelheem en Bosheuvel. In de 20ste eeuw nam het aantal panden nauwelijks toe. Alleen in de jaren 1930 werd er wat gebouwd en incidenteel werden er huizen vernieuwd. Met de landbouwmechanisatie verdween echter vanaf 1950 (toen een boer soms nog 7 tot 8 landarbeiders had) de vraag naar arbeiders en zij trokken in de 20e eeuw dan ook massaal weg naar bijvoorbeeld de fabrieken van Delfzijl en Groningen. Met hen verdween ook de middenstand: De beide bakkers, de galanteriewinkel, de kapper, kuiper en de drie kruideniers. Doordat de paarden overbodig waren geworden, werden ook de beide smeden overbodig en verdwenen eveneens. De introductie van de maaidorser maakte ook de molen overbodig en deze verviel daarop. In de jaren 1970 was alle bedrijvigheid uit het dorp verdwenen. Wat achterbleef waren vooral oudere mensen, waardoor ook de school in gevaar kwam. De lokale dorpsvereniging adverteerde daarom in de krant en bemiddelde in de jaren 1970 mensen met kinderen naar vrijkomende huizen in het dorp. Uiteindelijk moest de school echter toch sluiten in 1985. Voor de autochtone bevolking kwamen nieuwe mensen van buitenaf. Enkele huizen werden omgebouwd tot vakantiehuizen. Tegenwoordig heeft het dorp enkel nog het café 'Billeke de Beer' (vroeger 'De Landbouw' en later 'De Molen'), dat tevens fungeert als dorpshuis. Dorpsverenigingen, zoals de toneelvereniging en de activiteitencommissie van dorpsbelangen vergaderen hier ook.
| Demografische ontwikkeling tussen 1859 en 2018                      |
| ------------------------------------------------------------------- |
|                                                                     |
| ■ Data afkomstig van volkstellingen.nl ■ Data afkomstig van het CBS |

## Gebouwen

### Kerk
De gepleisterde rechtgesloten zaalkerk dateert uit de eerste helft van de dertiende eeuw, maar is in de 19e eeuw sterk verbouwd. Vroeger had de kerk een vrijstaande toren. In 1798 werd de huidige toren aan westzijde aan de kerk gebouwd. In de toren hangt een klok uit 1482. Op de toren staat een windvaan in de vorm van een zeemeerman. Het 19e-eeuwse interieur van de kerk is sober. De banken dateren van 1833, de avondmaalstafel van 1838 en de preekstoel van 1849. De kerk heeft een klein pneumatisch romantisch orgel uit 1922. Op de vloer liggen de zerken van vier invloedrijke Zuurdijkster families uit de periode 1773 tot 1834. Bij de laatste restauratie van de kerk zijn veel oorspronkelijke elementen tevoorschijn gekomen en zichtbaar gelaten. De kerk is sinds 1974 eigendom van de Stichting Oude Groninger Kerken.
Buiten de kerk liggen ook een aantal bijzondere zerken en in de zuidmuur van de kerk bevinden zich twee gedenkstenen. De rijken werden vroeger aan zuidzijde van het kerk begraven en de armen aan noordzijde. Ter nagedachtenis aan de armen is in 2009 een gedenksteen geplaatst met een gedicht van Geuchien Zijlma over 'armhoes Joapke'. De gracht rond het kerkhof is in 1865 gedempt, behalve aan noordzijde, waar in 1874 de begraafplaats met baarhuisje werd aangelegd.

### Pastorie, school en armenhuis
Aan westzijde van de kerk stond vroeger de wettelijk verplichte pastorieboerderij (weem). Hier woonden onder andere de pastoors die op de klok uit 1482 worden genoemd (heer Onno en heer Hinrick) en de predikanten Johannus Vincentius (1619-1620), Abrahamus Gemminga (1666-1679) en Focke Fockens (1679-1681). Nadat de kerk werd gecombineerd met Wehe, ging de predikant daar wonen en verdween de functie van de pastorie.
Het stichtingsjaar van de kosterijschool van Zuurdijk is onbekend. De kerk van Zuurdijk was klein en mogelijk was er voor de reformatie dan ook geen koster. De eerste koster die wordt genoemd was Claes Gerrits in 1647. Hij woonde ten oosten van de kerk, waar een kamer in zijn kosterij fungeerde als schoollokaal. In 1799 telde de school 15 leerlingen, een aantal dat groeide tot ongeveer 30 in de Franse Tijd. In 1809 meldde de schoolinspectie dat de school "klein en niet zeer geschikt, van de nodige leesboeken onvoorzien" was. In 1816 werd de oude pastorie aan westzijde van de kerk aan straatzijde verbouwd tot een nieuwe school. De inspectie maakte dat jaar melding van "eene nette nieuw getimmerde school, die van het nodige wel voorzien was". Toen de kerktoren tussen 1830 en 1831 werd verbouwd, werd de school tegelijkertijd vergroot. In 1866 werd het huidige schoolgebouw gebouwd door de gemeente Leens. In 1882 telde de school ongeveer 70 leerlingen, waarop een hulponderwijzer werd aangenomen. In de loop der tijd werd de school verschillende malen verbouwd. Toen met de landbouwmechanisatie ook de kinderen uit het dorp verdwenen, kreeg de school het moeilijk. Tussen 1979 en 1980 werd de school nog eenmaal verbouwd. In 1985, bij de invoering van het basisonderwijs, bleken er echter te weinig leerlingen en werd de school gesloten. Het schoolgebouw werd daarop verbouwd tot woningen.
Toen de school in 1816 vertrok naar het oude pastoriegebouw aan westzijde van de kerk, werd de oude kosterij aan oostzijde van de kerk verbouwd tot armenhuis. Tegen 1871 wilden de kerkvoogden het vervallen gebouw vernieuwen, maar landbouwer Roelf Eijes Torringa, die destijds ongeveer de helft van alle kerkelijke kosten betaalde, besloot tot de bouw van een nieuw armenhuis. Dit armenhuis is waarschijnlijk ergens in de 20e eeuw afgebroken.

### Molen
In 1831 werd op de plek van de huidige molen (Moeshorn 2) een grondzeiler gebouwd, die in 1857 op een molenbelt werd geplaatst als achtkante stellingmolen. Een jaar later, op 28 augustus 1858, sloeg de bliksem echter in de molen, waardoor deze volledig afbrandde. Het jaar erop werd een grotere molen gebouwd als rogge- en pelmolen. Vanaf 1909 werd de molen aangedreven door stoomkracht en vanaf 1929 door elektriciteit. In de jaren 1970 was de molen zwaar vervallen en in 1974 besloot Vereniging De Hollandsche Molen om de molen aan te kopen om deze voor de ondergang te behoeden. In 1976 werd de molen tot de grond toe afgebroken en tot 1978 met geld van een ANWB-molenactie weer volledig herbouwd en met 1 meter verhoogd, zodat de stelling wat hoger boven het land kwam te liggen. In 2010 werd de kap van de molen opnieuw gerestaureerd. In 2012 werd de molen weer in bedrijf genomen door een vrijwillige molenaar.

### Boerderijen
In het oude kerspel Zuurdijk staan 19 boerderijen. Een deel hiervan staat op en nabij de wierde Ewer. Een deel ligt aan de oude Zuiderdijk of Zuurdijk (deels in het dorp). Een deel staat ten zuiden daarvan, ten noorden van de oude Provinciale Dijk en is door notwegen met de oude Zuurdijk en de polders ten noorden van het Reitdiep verbonden. Een boerderij (Wispelheem) staat in de streek Kattenburg. Een deel van de boerderijen is niet meer als zodanig in gebruik.

#### Zuidwesten
In het zuidwesten van het oude kerspel Zuurdijk staan een vijftal boerderijen. Ten oosten van Houwerzijl ligt aan de Hoofdstraat 53 (noordzijde) de meest westelijke boerderij van Zuurdijk,  't Ganzenhuis (of  't Gansehuis). Deze boerderij staat nabij de plek waar vroeger de zijl van Houwerzijl lag alvorens deze na een overstroming naar Houwerzijl werd verplaatst. De boerderij werd voor het eerst genoemd toen Hendrik Hendriks van Ulms de Oude van Doornbosheerd de boerderij kocht. In 1930 brandde de boerderij af als gevolg van hooibroei. In hetzelfde jaar werd de boerderij herbouwd. In 1987 werd er een ligboxenstal bijgebouwd.
Ten oosten van  't Ganzenhuis staat aan de weg Ewer 19 de boerderij Nieuw Ewer. Deze boerderij werd voor het eerst genoemd in 1668 en stond tot 1886 aan zuidzijde van de weg, maar is dat jaar naar het noorden van de weg verplaatst. Op de oude boerderij woonden onder andere Roelf Eyes en Everdina Oudeman, wiens grafzerken in de kerk van Zuurdijk liggen. In 1917 werd op de landerijen van Nieuw Ewer halverwege de Electraweg de dienstwoning 'De Hunze' gebouwd. Bij De Hunze stond ook een schuur, maar deze werd in 1949 verwoest door een storm en het jaar erop vervangen door een nieuwe loods bij Nieuw Ewer zelf. De Hunze werd vervolgens ergens in de jaren 1970 afgebroken. In 1964 werd het woonhuis van Nieuw Ewer gebouwd.

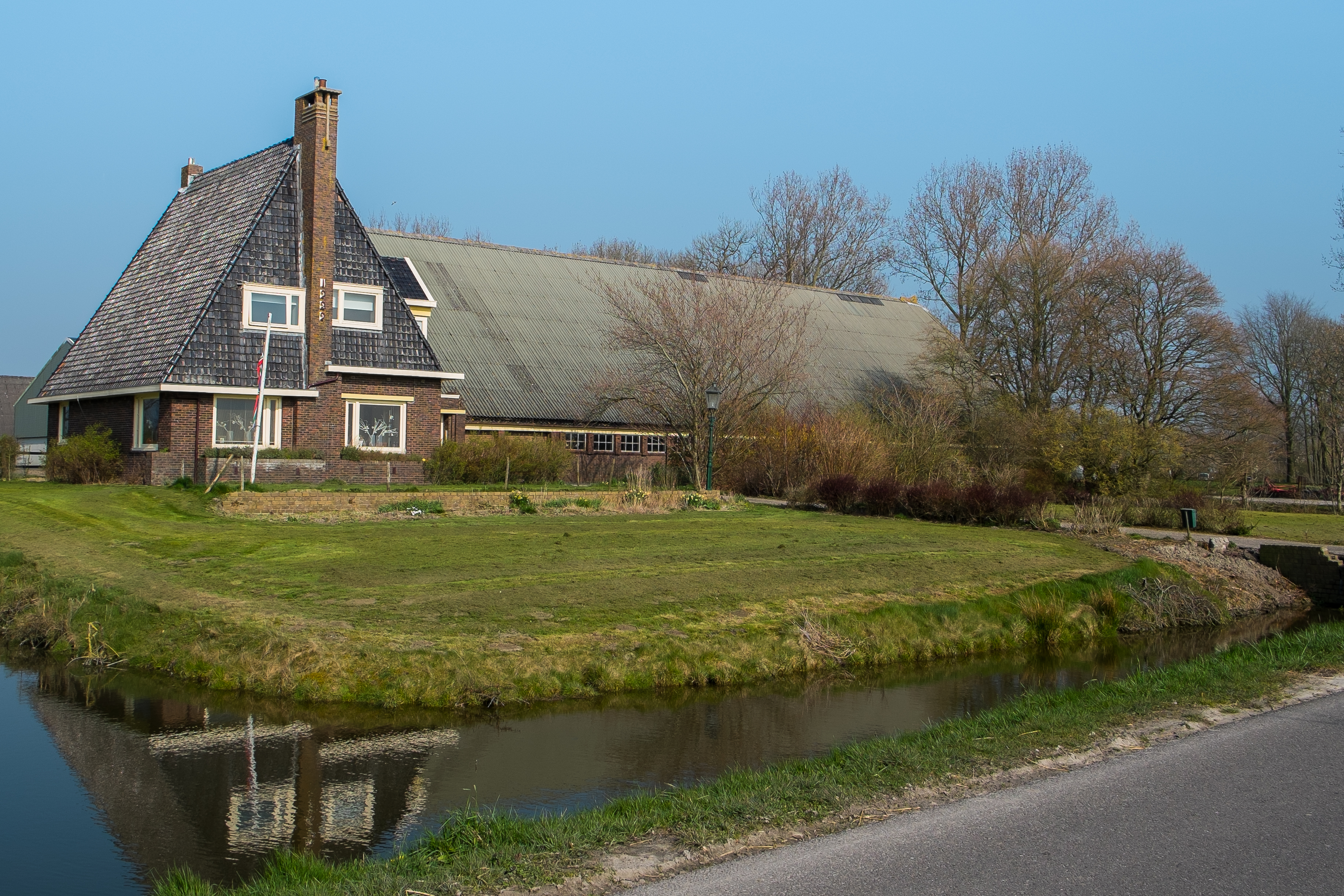
Boerderij Hayemaheerd, herbouwd in Amsterdamse Schoolstijl in 1929

Ten oosten van Nieuw Ewer ligt de wierde Ewer, waar drie boerderijen staan. Aan zuidwestzijde staat aan de Ewer 17 boerderij Hayemaheerd, een van de belangrijkste boerderijen van Zuurdijk. Deze boerderij wordt reeds vermeld in het klauwregister van Leens uit het jaar 1405 (Hayemaheert). In die tijd was Wybbe Hayema bloot eigenaar. In 1425 kwamen de rechten van de boerderij (collatierecht, overrecht, redgerrecht, zijlrecht en dijkrecht) in handen van de bewoners van de Tammingaborg bij Hornhuizen. Later werd de familie Onsta eigenaar van deze rechten. Halverwege de 19e eeuw was de boerderij in handen van de rijkste man van Zuurdijk, Roelf Eyes Torringa, die ook de boerderijen Nieuw Ewer, Freeburg en Kooienburg bezat en land had onder Leens, Niekerk, Vierhuizen, Adorp, Garsthuizen en Winsum. Hij liet nabij de polderdijk een boerderijtje bouwen met het doel hier een boerderij met 50 hectare land af te splitsen van Hayemaheerd. Doordat zijn zoon reeds drie jaar na zijn dood in 1885 overleed, kwam hier niets van terecht en ergens rond de eeuwwisseling moet de boerderij weer zijn afgebroken. In 1929 brandde Hayemaheerd af, waarop hetzelfde jaar de huidige boerderij verrees (de woning een jaar later). Omdat toen wederom het plan bestond de boerderij te splitsen, werd in 1929 ook een nieuwe boerderij nabij Electra gebouwd; het 'Electraboerderijtje'. Echter, omdat ook de toenmalige familie Rogaar met onverwachte sterfgevallen werd geconfronteerd, kwam hier ook ditmaal niets van terecht en werd dit een dienstwoning. Tegenwoordig is het een gewone woning. Hayemaheerd en het Electraboerderijtje zijn ontworpen in de stijl van de Amsterdamse School door de Leenster architect Willem Reitsema en zijn aangewezen als rijksmonumenten. In 1919-20 werd de sluis bij Electra gebouwd, waardoor Hayemaheerd ongeveer 2 hectare grond verloor. Direct ten noorden van de klapbrug van Electra werd voor Hayemaheerd en Nieuw Ewer op kosten van het waterschap een laad- en losplaats aangelegd. Ter hoogte van de Middeldijk ligt in de landerijen van Hayemaheerd een kolk, die waarschijnlijk ontstaan is bij de dijkdoorbraak van 1825.
Op de noordelijke flank van Ewer staat aan de Ewer 5 boerderij  't Huis Ewer. De boerderij komt voor het eerst voor in het jaar 1610. Het oudste deel van de schuren dateert van 1649. De schuren zijn verschillende malen verbouwd en vergroot in de 18e en 19e eeuw. Bij de boerderij stond een 17e-eeuws woonhuis, dat echter in 1959 werd afgebroken en vervangen door een vrijstaande bungalow naar ontwerp van Klaas Gerrit Olsmeijer. In 1982 werd een oude bijschuur afgebroken en vervangen door een nieuwe schuur. Op de zuidoostelijke flank staat aan de Ewer 3 een nu naamloze boerderij van een fruitteler. Deze boerderij wordt ook genoemd in het klauwregister uit 1405 onder de naam Ewenheerd (Ewenheert to Ewer). Mogelijk is 't Huis Ewer van deze boerderij afgesplitst. In 1963 werden tussen 't Huis Ewer en de vroegere Ewenheerd kloostermoppen gevonden die erop wijzen dat er vroeger mogelijk een steenhuis tussen beide heerden heeft gestaan. In 1500 sneuvelden Iwo toe Ewer en zijn zwager Jarich ter Borch bij de Warfummerzijl tijdens een slag met de in de Ommelanden binnengevallen Saksische troepen van hertog Hendrik I van Brunswijk-Wolfenbüttel. Zij waren de laatste leden van de familie Ewer die worden genoemd. De rechten van de Ewenheerd kwamen daarna achtereenvolgens aan de Onsta's en vanaf 1643 aan Lambert Tjarda van Starkenborgh van Verhildersum. De schuren van de huidige boerderij die op de plaats van de Ewenheerd staat werden gebouwd in 1876 en het woonhuis in 1969. De fruitkwekerij werd gesticht in 1926.

#### Zuiden: Aan de oude Provinciale Dijk

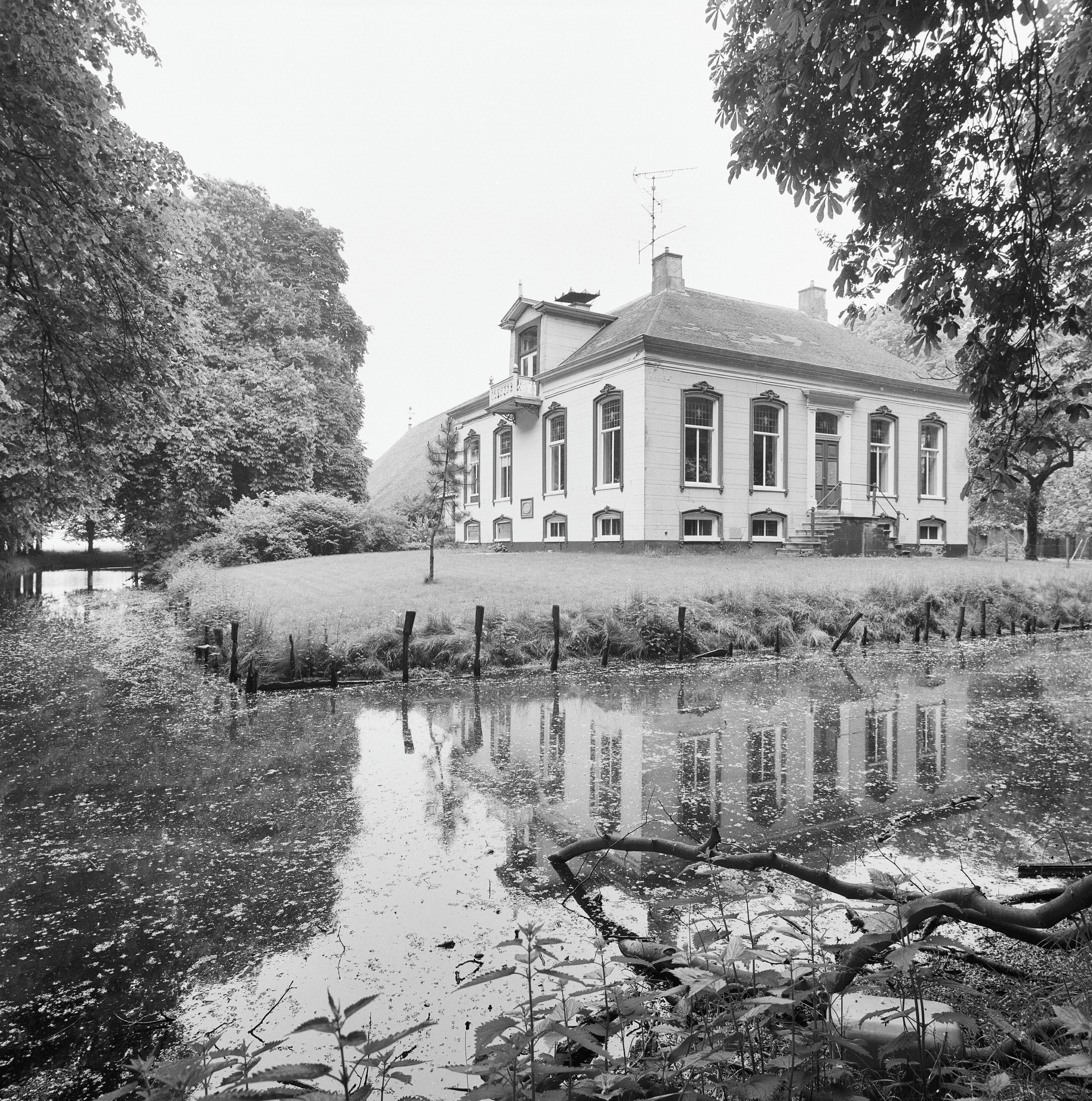
Voorhuis boerderij Pollux (1998)

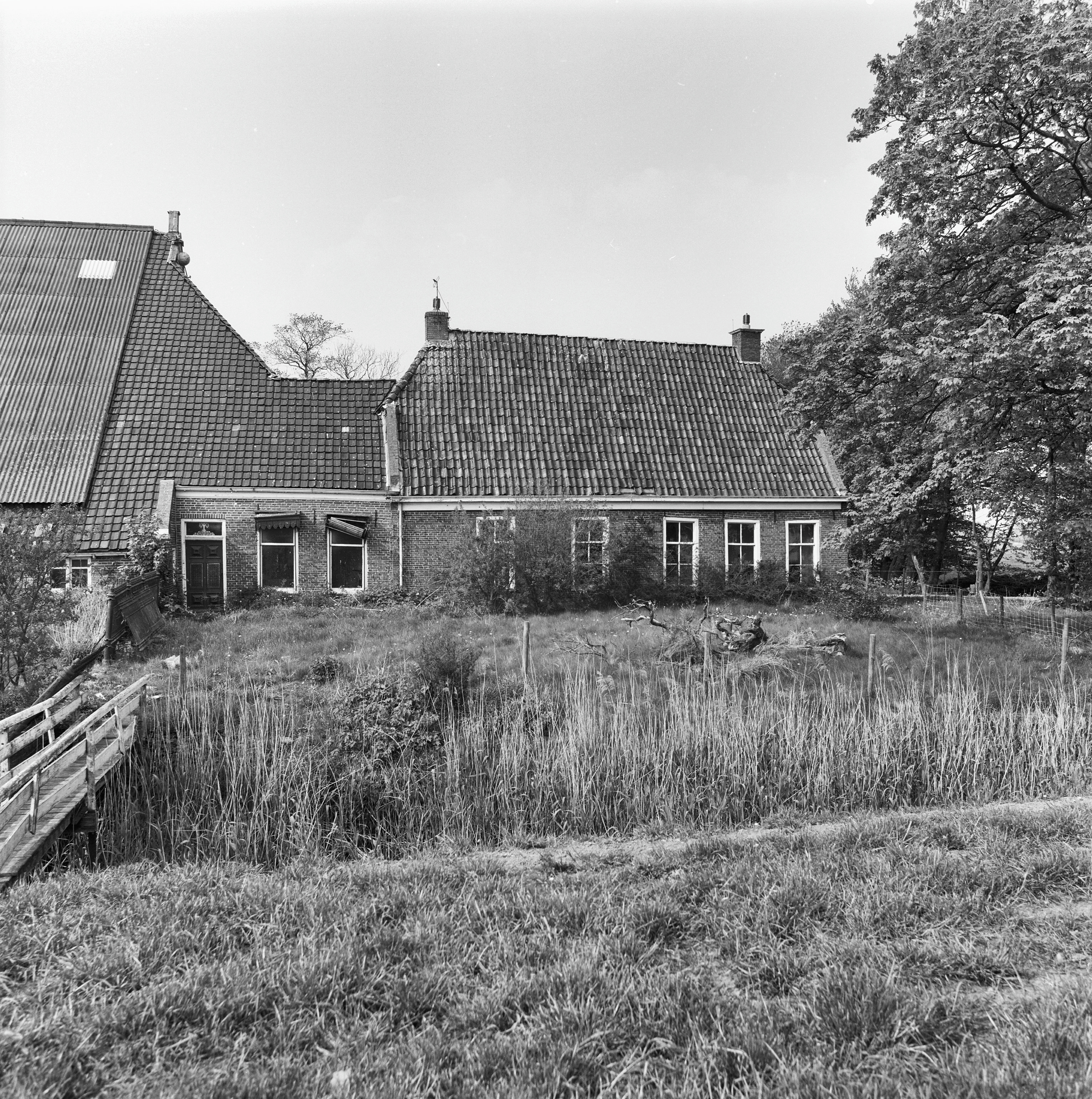
Voorhuis boerderij Castor vlak voor de sloop (1976)

Aan de oude Provinciale Dijk ten zuiden van Zuurdijk staan ook een vijftal boerderijen. Direct ten oosten van Ewer liggen iets ten zuiden van de weg aan de oude Provinciale Dijk de boerderijen Doornbosheerd (Hoofdweg 86) en Freeburg (Hoofdweg 88). Doornbosheerd werd in 1761 gebouwd door Hendrik Hendriks van Ulms de Oude en is vernoemd naar de familie Doornbos die de boerderij tussen 1840 en 1933 in eigendom had. De boerderij werd volledig herbouwd in 1850, waarna in 1910 nog een bijschuur werd gebouwd. Op de boerderij werd de Leenster tuinarchitect Klaas Noordhuis geboren. Zijn partner C.O. Jellema wijdde een sonnet aan de boerderij. De landerijen van de boerderij bevinden zich grotendeels tussen boerderij en Reitdiep. Op de landerijen ligt bij de Middeldijk een kolk, die net als die bij Hayemaheerd waarschijnlijk ontstond tijdens de dijkdoorbraak van 1825. Ten oosten van Doornbosheerd ligt Freeburg. De boerderij werd in 1763 gebouwd, twee jaar na Doornbosheerd. Het land was gekocht van de nazaten van Onno Tamminga van Alberda. In 1868 werd de boerderij herbouwd. In de jaren 1970 werd de bijschuur afgebroken. Begin 21e eeuw werden Doornbosheerd en Freeburg eigendom van een melkveehouder die Doornbosheerd in 2010 liet slopen en in 2011 liet herbouwen.
Ten oosten van Doornbosheerd en Freeburg liggen aan de oude Provinciale Dijk de boerderijen Pollux (Hoofdweg 20) en Castor (Hoofdweg 18), die bereikbaar zijn vanaf de weg via een lange oprijlaan ten westen van 2e Nijhoezen. De beide namen zijn bedacht door Marten Douwes Teenstra toen Pollux werd verkregen door zijn grootvader Marten Aedsges Teenstra in 1811 en zijn vernoemd naar de Dioscuren. Pollux is ontstaan uit ten minste twee oudere boerderijen. De ene stond op de huidige plek van Pollux en heette Monnikehorn. Deze naam is verklaarbaar doordat de landerijen vroeger behoorden aan het Klooster Bloemhof van Wittewierum. De andere boerderij waaruit Pollux ontstond heette Rondenbörg (niet te verwarren met de huidige boerderij Rondenburg) en lag ten oosten van het begin van de oprit. Mogelijk was deze tweede boerderij vroeger een steenhuis of mottekasteel. Rondenbörg werd voor het eerst genoemd in 1597, maar tufstenen resten lijken erop te wijzen dat het vroegere steenhuis reeds in de 12e eeuw moet zijn verrezen. Monnikehorn wordt voor het eerst genoemd in 1681. Begin 18e eeuw werd Monnikehorn eigendom van dezelfde boer die ook Rondenbörg in bezit had. Daarna is Rondenbörg afgebroken. In 1776 verwierf Marten Aedsges Teenstra de boerderij Castor en in 1811 werd de toenmalige boerderij Monnikehorn met Friese schuur verkocht aan Jan Pieters Vork en Anna Lues Dijkhuis, de weduwe van Marten Aedsges Teenstra, waardoor beide boerderijen in het bezit van een familie kwamen. In 1818 werd een nieuwe kop-hals-rompboerderij gebouwd op de plaats van Monnikehorn. Het voorhuis van Pollux (een dwarshuis) dateert echter deels nog van 1733 en deels van 1803. De boerderij is een rijksmonument inclusief de bijschuur en het koetshuis, die rond 1880 werden gebouwd. Het oudste deel van boerderij Castor is de hut (bijschuur), die in 1798 werd gebouwd. De schuren werden in 1910 vergroot. In 1971 werd een nieuwe veeschuur bijgebouwd en in 1976 verrees een nieuwe woning.
De meest zuidoostelijke boerderij van Zuurdijk, die eveneens aan de oude Provinciale Dijk staat is de Stoepemaheerd (Hoofdweg 4), die eveneens bereikbaar is over een lange oprijlaan, net ten oosten van Barnegaten. Bij de boerderij behoort ook een stuk perenboomgaard. De boerderij wordt voor het eerst genoemd in 1632 en is sinds 1640 in handen van dezelfde familie. De oude naam van de boerderij is 'Op de Douwen', wat enigszins vreemd lijkt gezien het feit dat Douwen een streek in het kerspel Leens is. De latere naam De Stoepen was tot 1926 ook de naam van een veerhuis-herberg met overzet aan het Reitdiep aan zuidzijde van de Torringapolder. In 1861 werden de schuren gebouwd en in 1861 het woonhuis, waarmee de huidige oldambtster boerderij Stoepemazathe of Stoepemaheerd ontstond, die tegenwoordig een rijksmonument vormt. Een bekende bewoner was Hendericus Warendorp Torringa, de rijkste man van Zuurdijk, die in 1823 de beide zandstenen leeuwen met wapenschilden van de afgebroken Warfhuister Lulemaborg kocht en als dampalen bij de Stoepemaheerd liet plaatsen, waar ze nog steeds staan. In de Stoepemaheerd bevindt zich ook een haardplaat met het wapen van Nassau-Siegen en het jaartal 1638, die mogelijk ook uit de Lulemaborg afkomstig is.

#### Midden: Langs de Zuurdijk of Zuiderdijk

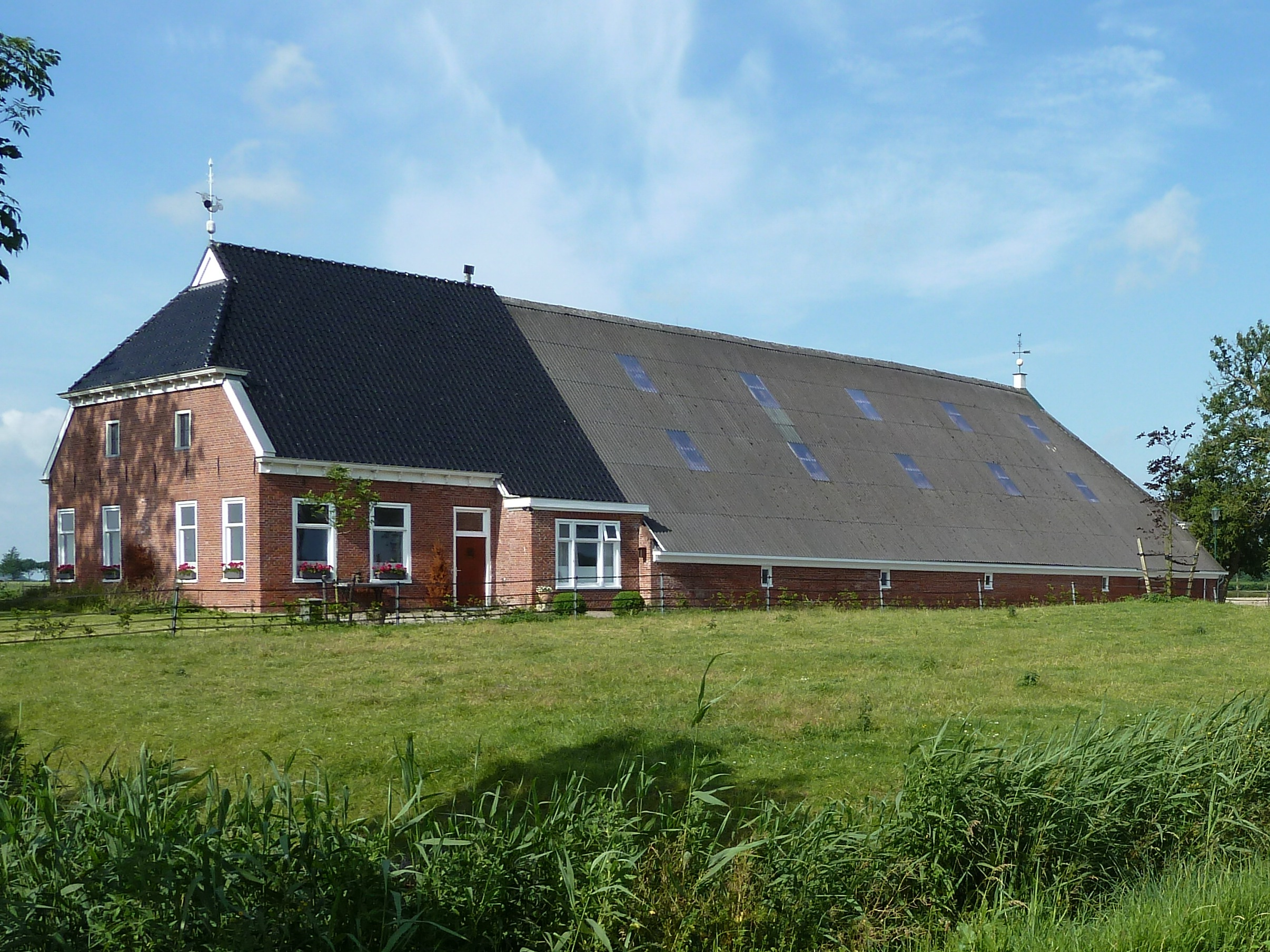
De voormalige boerderij Dijkstede.

Langs de weg door Zuurdijk staan zes boerderijen. In het dorp Zuurdijk staan er drie en ten oosten daarvan nog eens drie. Van deze zes boerderijen worden er twee niet meer voor agrarische doeleinden gebruikt. Aan westzijde van het dorp staat boerderij Dijkstede (Hoofdweg 84). Deze boerderij werd voor het eerst genoemd in 1757. De naam verwijst naar de kwelderrug (en niet de dijk) waarop boerderij en dorp liggen. Van de gebouwen is niets meer bekend dan dat de schuur in 1867 werd verlengd. Tegenwoordig wordt de boerderij niet meer voor agrarische doeleinden gebruikt, maar huisvest een hondenkennel. Midden in het dorp staat boerderij Heuvelheem (Moeshorn 4), die voor het eerst voorkomt in 1786. In 1846 was de boerderij in eigendom van een kastelein. In 1831 verrees de molen van Zuurdijk bij de boerderij. In 1881 verrees de huidige schuur. In 1970 werd de boerderij aan de landbouw onttrokken. Aan oostzijde van het dorp staat boerderij Boesheuvel (Hoofdweg 38), die voor het eerst genoemd wordt in 1691. De boerderij werd afgebroken in 1970 en hetzelfde jaar vervangen door de huidige boerderij.
Ten oosten van Zuurdijk, ten zuiden van 1e Nijhoezen staat boerderij Rondenburg (Hoofdweg 26a), die haar naam waarschijnlijk ontleent aan dezelfde Rondenbörg (100 meter oostelijker) waaruit ook boerderij Pollux ontstond. De boerderij komt voor het eerst voor in 1676, maar op het terrein zijn ook kogelpotscherven gevonden uit de middeleeuwen. Rondenburg was vroeger waarschijnlijk een edele heerd, waaraan een stem in het collatierecht verbonden was. De schuren van de boerderij werden in 1859 vernieuwd en verlengd. In 1964 verrees een werktuigenloods en in 1966 een nieuwe vrijstaande woning. De 19e-eeuwse schuren zijn recentelijk vervangen door nieuwe schuren. Ten oosten van Rondenburg staat boerderij Huizingaheem (Hoofdweg 10). Deze boerderij is ontstaan uit de boerderijen Huizingaheem (eerste vermelding in 1681) en Klein Huizingaheem (eerste vermelding 1696). In 1779 werden beide boerderijen samengesmolten tot het huidige Huizingaheem. In 1791 werden de huidige schuren van Huizingaheem gebouwd en in 1854 vergroot. In 1960 werd het huidige woonhuis gebouwd en in 1973 verrees nog een werktuigenloods. Op het erf staat nog een woning, die niet meer wordt bewoond. Tegenover de boerderij staat een oud tolhuis, dat in 1884 aan de eigenaar van Huizingaheem werd verkocht, die er een dienstwoning van maakte.
Ten oosten van Huizingaheem staat boerderij Karpo. Deze boerderij, die voor het eerst wordt genoemd rond 1600, heette vroeger Cammersmaheerd en vormde een edele heerd met een stem in het collatierecht. De huidige boerderij is ontstaan uit ten minste drie andere boerderijen, waarvan er een op deze plek stond en een andere op Kattenburg. De naam karpo verwijst naar de Griekse godin Carpo van de oogsttijd. De leeftijd van de huidige boerderij is onbekend. In de 20e eeuw is de boerderij sterk verbouwd. In 1949 werd de huidige schuur gebouwd.

#### Noorden: Kooienburg, Gaykingaheerd en Wispelheem

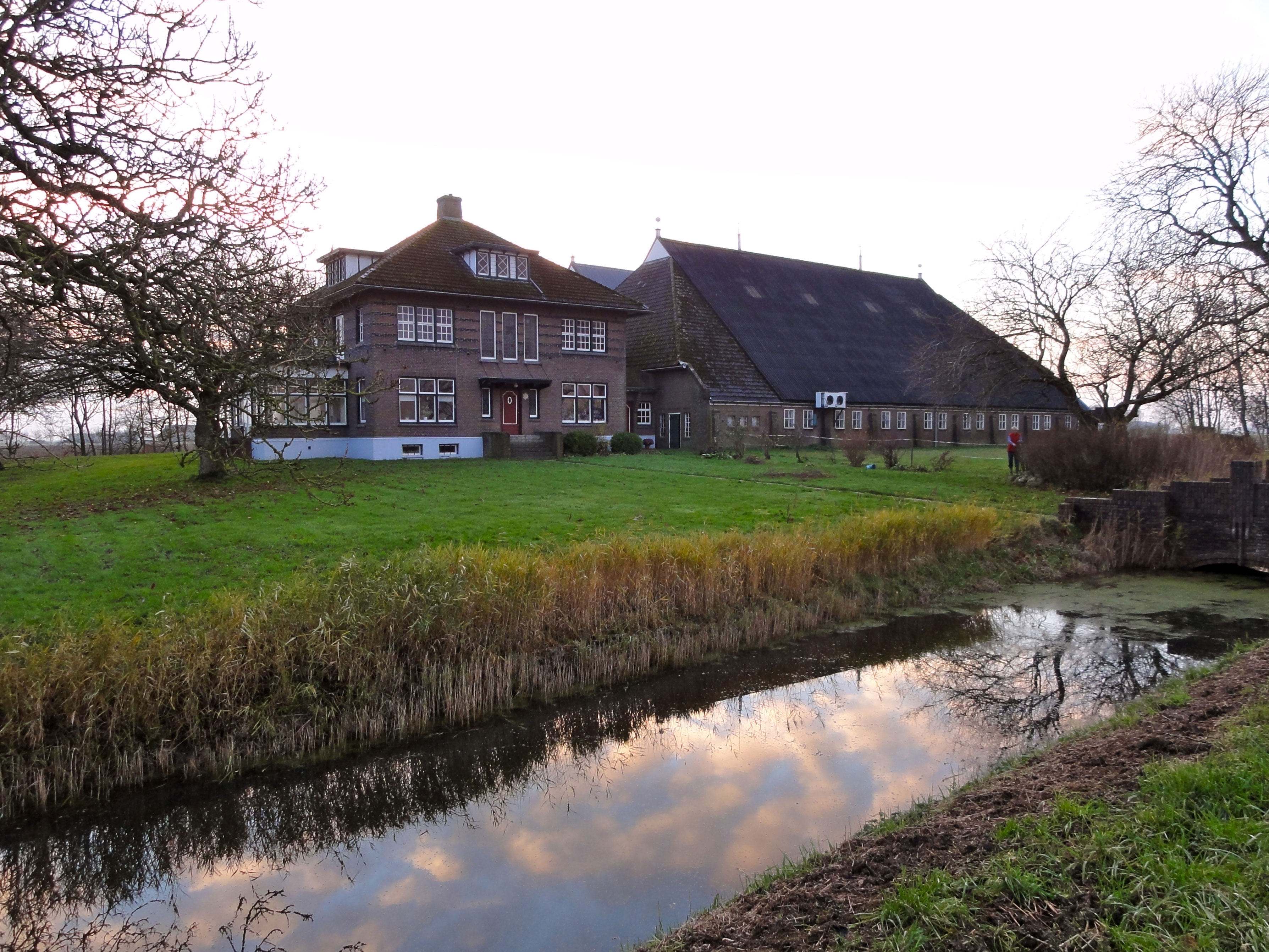
Boerderij Kooienburg

Aan de Vlakke Riet staan de boerderijen Kooienburg (Vlakkeriet 4) en Gaykingaheerd (Vlakkeriet 2). Kooijenburg wordt voor het eerst genoemd in 1721 en is vernoemd naar de familie Van der Kooi, die van 1824 tot 1881 op de boerderij woonde. De vorige boerderij uit 1881 ging in 1922 verloren door brandstichting. De huidige kop-hals-rompboerderij met villahuis werd in 1923 gebouwd en is net als Hayemaheerd ontworpen door de Leenster tuinarchitect Willem Reitsema. Op het erf van de boerderij staat een arbeiderswoning uit hetzelfde jaar. Ten oosten van Kooienburg staat de voormalige boerderij Gaykingaheerd, die voor het eerst wordt genoemd in 1600 en vroeger een edele heerd vormde. Het woonhuis van deze boerderij dateert van rond 1850. De boerderij werd in 1974 aan de landbouw onttrokken. Op een graslandperceel tussen Kooienburg en Gaykingaheerd werden in 1967 kloostermoppen en middeleeuwse dakpannen gevonden, die erop kunnen wijzen dat hier vroeger een steenhuis heeft gestaan, waarvan nog sporen van de wal, binnen- en buitengracht zijn te zien aan het oppervlak.
Ten noorden van Zuurdijk ligt aan de Kattenburgerweg 2 de voormalige boerderij Wispelheem. Deze boerderij is ontstaan uit verschillende andere boerderijen en is vernoemd naar een bedrijfje dat ten noordoosten van Wispelheem lag, in het kerspel Leens. De eerste vermelding van Wispelheem dateert van 1654. In 1924 werd het woonhuis gebouwd, van de schuren is niets bekend. In 1974 werd de boerderij onttrokken aan de landbouw en vormt sindsdien een woonhuis. De boerderij was vroeger door het 'Boltspad' verbonden met Zuurdijk. Later werd de uitrit verlegd naar de Trekweg aan noordzijde. Met de ruilverkaveling in de jaren 1980 werd de Kattenburgerweg aangelegd en heeft Wispelheem weer een verbinding met Zuurdijk.

## Geboren in Zuurdijk
- Geuchien Zijlma (1842-1922), herenboer en liberaal politicus
- Temme Reitsema (1856-1941), architect

Overleden te Zuurdijk
- Eppo Jan Boneschanscher (1852-1912), koster, onderwijzer en kinderliedschrijver